# Quinton Aaron

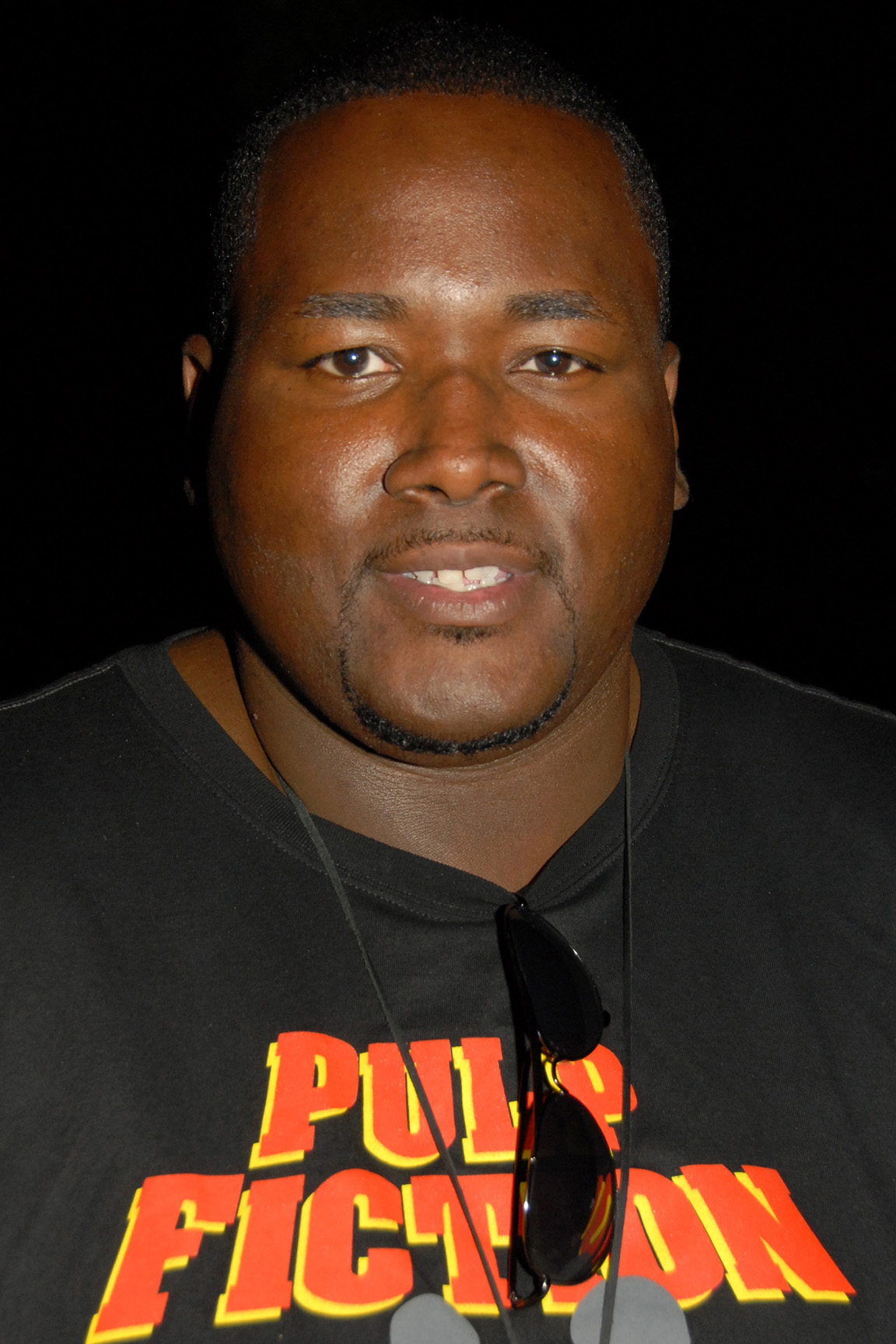
Quinton Aaron (2010)

Quinton Aaron (* 15. August 1984 in New York City, New York) ist ein US-amerikanischer Filmschauspieler.

## Leben
Quinton Aaron ist seit 2006 als Filmschauspieler tätig. 2008 spielte er in Michel Gondrys Abgedreht als Q mit. Bekannt wurde er 2009 durch seine Hauptrolle des American-Football-Spielers Michael Oher in Blind Side – Die große Chance. 2014 spielte er in Left Behind mit. 2016 folgten Halfway (als Byron) und Mütter & Töchter (als Dr. Hamilton).

## Filmografie (Auswahl)
- 2006: Feliz Navidad
- 2007: I Hate Black People
- 2007: Law & Order (Fernsehserie, 2 Folgen)
- 2008: Play or Be Played (Fernsehfilm)
- 2008: Abgedreht (Be Kind Rewind)
- 2009: Cred
- 2009: The Ministers – Mein ist die Rache (The Ministers)
- 2009: Mr. Brooklyn
- 2009: Blind Side – Die große Chance (The Blind Side)
- 2010: Law & Order: Special Victims Unit (Fernsehserie, Folge 11x17 Disabled)
- 2010: Mercy (Fernsehserie, Folge 1x20 We All Saw This Coming)
- 2011: One Tree Hill (Fernsehserie, 2 Folgen)
- 2011: Harry’s Law (Fernsehserie, Folge 1x12 Last Dance)
- 2011: Drop Dead Diva (Fernsehserie, Folge 3x12 Bride–a–Palooza)
- 2014: Left Behind
- 2015: Die Spürnasen – Ermittler auf vier Pfoten (Dancer and the Dame)
- 2016: Greater
- 2016: My First Miracle
- 2016: Halfway
- 2016: Mütter & Töchter (Mothers and Daughters)
- 2016: Traded
- 2016: Greater
- 2016: Extraction: Genesis
- 2016: Hero of the Underworld
- 2017: It's Not My Fault and I Don't Care Anyway
- 2017: Justice
- 2017: Heart, Baby
- 2017: An American in Texas
- 2017: Rock, Paper, Scissors
- 2017: Jason's Letter
- 2018–2020: Gods of Medicine (Fernsehserie, 7 Episoden)
- 2018: The Second Coming of Christ
- 2018: Worthless
- 2018: Fishbowl California
- 2018: Bad Company
- 2018: Aurora's Law
- 2018: Hybristophilia
- 2019: Elfette Saves Christmas
- 2019: Who Stole the Tasmanian Devils
- 2019: Summertime Dropouts

## Auszeichnungen/Nominierungen
- Black Reel Awards
  - 2010: Nominierung Bester Schauspieler Blind Side – Die große Chance
  - 2010: Nominierung Beste Breakthrough Performance Blind Side – Die große Chance
- NAACP Image Awards
  - 2010: Nominierung Bester Schauspieler Blind Side – Die große Chance